# Crassochrysa somalica
Crassochrysa somalica is een insect uit de familie van de gaasvliegen (Chrysopidae), die tot de orde netvleugeligen (Neuroptera) behoort. 
Crassochrysa somalica is voor het eerst wetenschappelijk beschreven door Hölzel & Ohm in 1991.